# Sedelmeier
Sedelmeier ist ein deutscher Familienname.

## Bedeutung und Herkunft
Sedelmeier ist ein Berufsname. Mittelhochdeutsch sedelmeier bedeutet ‚Pächter eines Sedel-/Herrenhofs‘.

## Varianten
- Sedlmaier
- Sedlmair
- Sedlmayer
- Sedlmayr
- Sedlmeier
- Sedlmeir
- Sedlmeyer
- Sedelmaier
- Sedelmayer[1]
- Sedelmeyer